# Valeriana capensis
Valeriana capensis är en kaprifolväxtart som beskrevs av Carl Peter Thunberg. Valeriana capensis ingår i släktet vänderötter, och familjen kaprifolväxter. Utöver nominatformen finns också underarten V. c. nana.